# 先驱者P-31(Z)号
'先驱者P-31号（英語：Pioneer P-31），是先驱者计划中一个发射失败的空间探测器。其原计划是进入月球轨道进行空间探测， 1960年12月15日从卡纳维拉尔角发射升空68秒后，在距离海平面12公里的高度上因为火箭第一级故障而坠落，最後坠毁在距离卡纳维拉尔角大约12至20公里远处的大西洋中。